# Valbrenta
Valbrenta ist eine italienische Gemeinde (comune) mit 4841 Einwohnern (Stand 31. Dezember 2023) in der Provinz Vicenza, Region Venetien. 

## Geographie
Die Gemeinde liegt etwa 30 Kilometer nordnordöstlich von Vicenza an der Brenta, eingebettet zwischen der Hochebene der Sieben Gemeinden im Westen und dem Massiv des Monte Grappa im Osten. 

## Verkehr
Entlang der Brenta führt die Strada Statale 47 della Valsugana von Padua nach Trient. Parallel zur Straße verläuft die Bahnstrecke Trient–Venedig. 

## Geschichte
Die Gemeinde wurde zum 31. Januar 2019 aus den bisherigen Gemeinden Campolongo sul Brenta, Cismon del Grappa, San Nazario und Valstagna gebildet.

## Sehenswürdigkeiten
Zu den Sehenswürdigkeiten zählen insbesondere die acht Kirchen der Gemeinde:
- Kirche des Heiligen Geistes in Oliero aus dem Jahre 1221
- Kirche der Madonna von Karmel aus dem 17. Jahrhundert in Campolongo
- Nazarius-und-Celsius-Kirche aus dem 18. Jahrhundert in San Nazario
- Antonius-der-Große-Kirche aus dem 16. Jahrhundert in Valstagna
- Markus-Kirche aus dem 18. Jahrhundert in Cismon del Grappa
- Bartholomäus-Kirche in Primolano, zum Jahrhundertwechsel zwischen 1899 und 1913 errichtet
- Kirche zum heiligsten Sakrament in Costa aus dem Jahre 1835/1836
- Peter-und-Pauls-Kirche aus dem Jahre 1951 in Carpanè